# Quadro de medalhas dos Jogos Olímpicos de Inverno de 2002

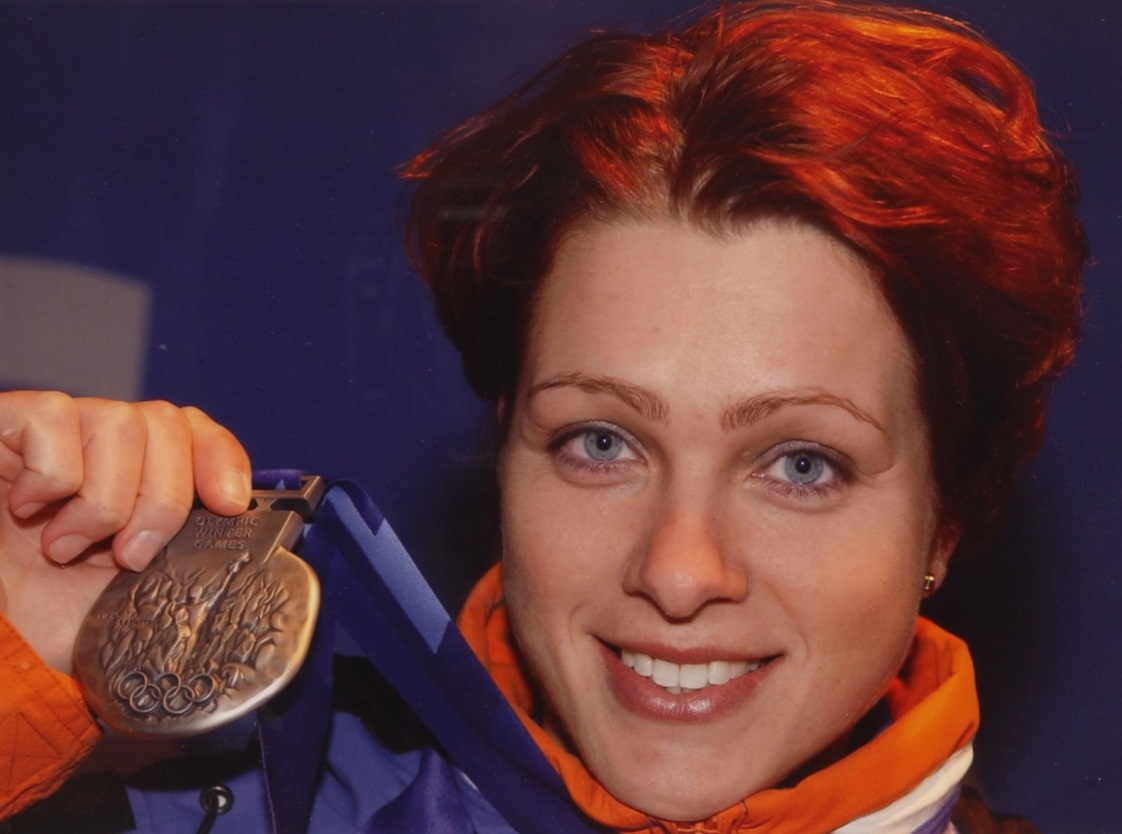
Gretha Smit, dos Países Baixos, com a medalha de prata obtida na patinação de velocidade.

O quadro de medalhas dos Jogos Olímpicos de Inverno de 2002 é uma lista que classifica os Comitês Olímpicos Nacionais de acordo com o número de medalhas conquistadas nos Jogos realizados em Salt Lake City, Utah, nos Estados Unidos, de 8 de fevereiro à 24 de fevereiro de 2002. No total 2 399 atletas de 77 países participaram de 78 eventos, em 15 disciplinas.
Atletas de 24 países conquistaram ao menos uma medalha, consequentemente 53 países não conquistaram nenhuma medalha. A Alemanha foi o país que conquistou o maior número de medalhas no total (36) pela segunda vez consecutiva nos Jogos Olímpicos de Inverno. Imediatamente após os Jogos, a Alemanha também era a líder no número de medalhas de ouro com doze. Dois anos mais tarde, a Noruega recebeu duas medalhas de ouro extras, elevando seu total para treze e dando-lhes a liderança. Além disso, a Noruega empatou com a União Soviética que em 1976, conquistou treze medalhas de ouro, e desde então permanecia como o recorde de medalhas de ouro em uma única edição. Este recorde viria a ser quebrado pelo Canadá nos Jogos Olímpicos de Inverno de 2010. Croácia e Estônia ganharam as primeiras medalhas e primeira medalha de ouro em sua história nos Jogos Olímpicos de Inverno, enquanto a Austrália e China ganharam sua primeira medalha de ouro. Com um total de 36 de medalhas, a Alemanha estabeleceu um recorde para o número de medalhas totais em uma edição dos Jogos Olímpicos de Inverno, que seria quebrado em 2010 pelos Estados Unidos.
A biatleta Ole Einar Bjørndalen da Noruega com quatro medalhas de ouro, e a esquiadora croata Janica Kostelić ganhou três medalhas de ouro e uma de prata, foram as que conquistaram o maior número de medalhas nesta edição dos Jogos entre todos os atletas.

## Mudanças no quadro de medalhas

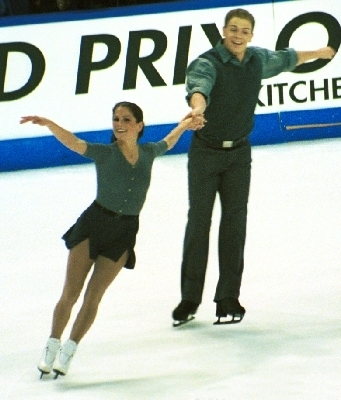
A dupla canadense Jamie Salé e David Pelletier, que após o êscândalo na arbitragem na prova de duplas da patinação artística, foram elevados a medalha de ouro.

Devido a várias controvérsias, duas medalhas de ouro extras foram atribuídas. Na competição de duplas da patinação artística, Yelena Berezhnaya e Anton Sikharulidze da Rússia originalmente receberam a medalha de ouro sobre Jamie Salé e David Pelletier do Canadá. No controvérsia que se seguiu, foi revelado que a arbitra francesa Marie-Reine Le Gougne foi pressionada a colocar a dupla russa em primeiro lugar. Salé e Pelletier foram posteriormente elevados a primeira posição, mas mantendo também a medalha de ouro para dupla russa. Na prova de perseguição combinada do esqui cross-country, os noruegueses Thomas Alsgaard e Frode Estil originalmente terminaram empatados com a medalha de prata atrás do espanhol Johann Muehlegg. Muehlegg tinha ganhado três medalhas de ouro, mas seu teste anti-dopagem deu positivo para darbepoetina depois de ganhar seu terceiro ouro. Originalmente, ele teria a manutenção das outras duas medalhas de ouro, porém dois anos depois foi despojado de todas as medalhas pelo Tribunal Arbitral do Esporte. Per Elofsson da Suécia ficou com a medalha de bronze. Ao mesmo tempo, Muehlegg foi despojado de uma medalha de ouro na prova de 30 km largada coletiva, com Christian Hoffmann da Áustria subindo para o ouro, Mikhail Botvinov da Áustria para prata e Kristen Skjeldal da Noruega para o bronze. Muehlegg também perdeu o ouro nos 50 km clássico, assim Mikhail Ivanov da Rússia, Andrus Veerpalu da Estônia e Odd-Bjørn Hjelmeset da Noruega receberam as medalhas de ouro, prata e bronze, respectivamente.
No esqui cross-country feminino, Larisa Lazutina da Rússia originalmete venceu os 30 km clássico, mas seu teste anti-dopagem deu positivo para darbepoetina e foi imediatamente despojada de sua medalha, assim Gabriella Paruzzi da Itália recebeu a medalha de ouro, a italiana Stefania Belmondo recebeu a prata e a norueguesa Bente Skari o bronze. Lazutina ganhou mais duas medalhas, e manteve as medalhas até 2003, quando ela foi despojada delas pelo Tribunal Arbitral do Esporte. Ela perdeu a medalha de prata nos 15 km largada coletiva, e assim a tcheca Kateřina Neumannová e a russa Yuliya Chepalova subriram para prata e bronze, respectivamente. Na perseguição combinada, ela foi perdeu sua medalha de prata, assim Beckie Scott do Canadá subiu para medalha de prata e Kateřina Neumannová da República Tcheca subiu para medalha bronze. O ouro foi ganho nesta prova por Olga Danilova da Rússia, porém ela testou positivo para darbepoetina e em 2004, Scott subiu para o ouro, Neumannova para prata e Viola Bauer da Alemanha para o bronze. Danilova também foi despojada da medalha de prata dos 10 km clássico, assim Julija Tchepalova da Rússia recebeu a medalha de prata e Stefania Belmondo da Itália o bronze.

## Quadro de medalhas

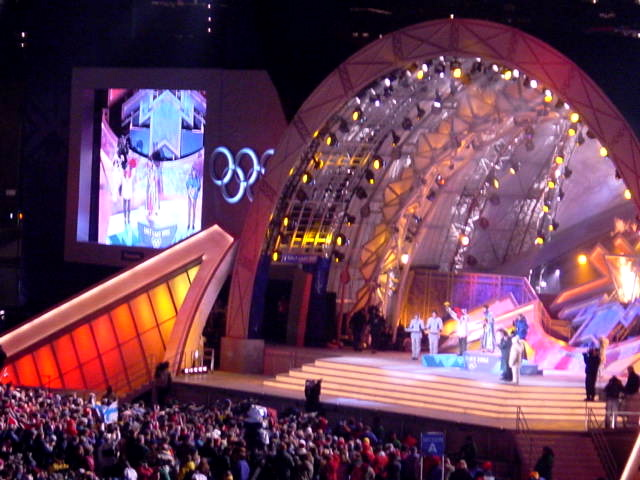
Pódio do salto de esqui no Salt Lake Medal Plaza.

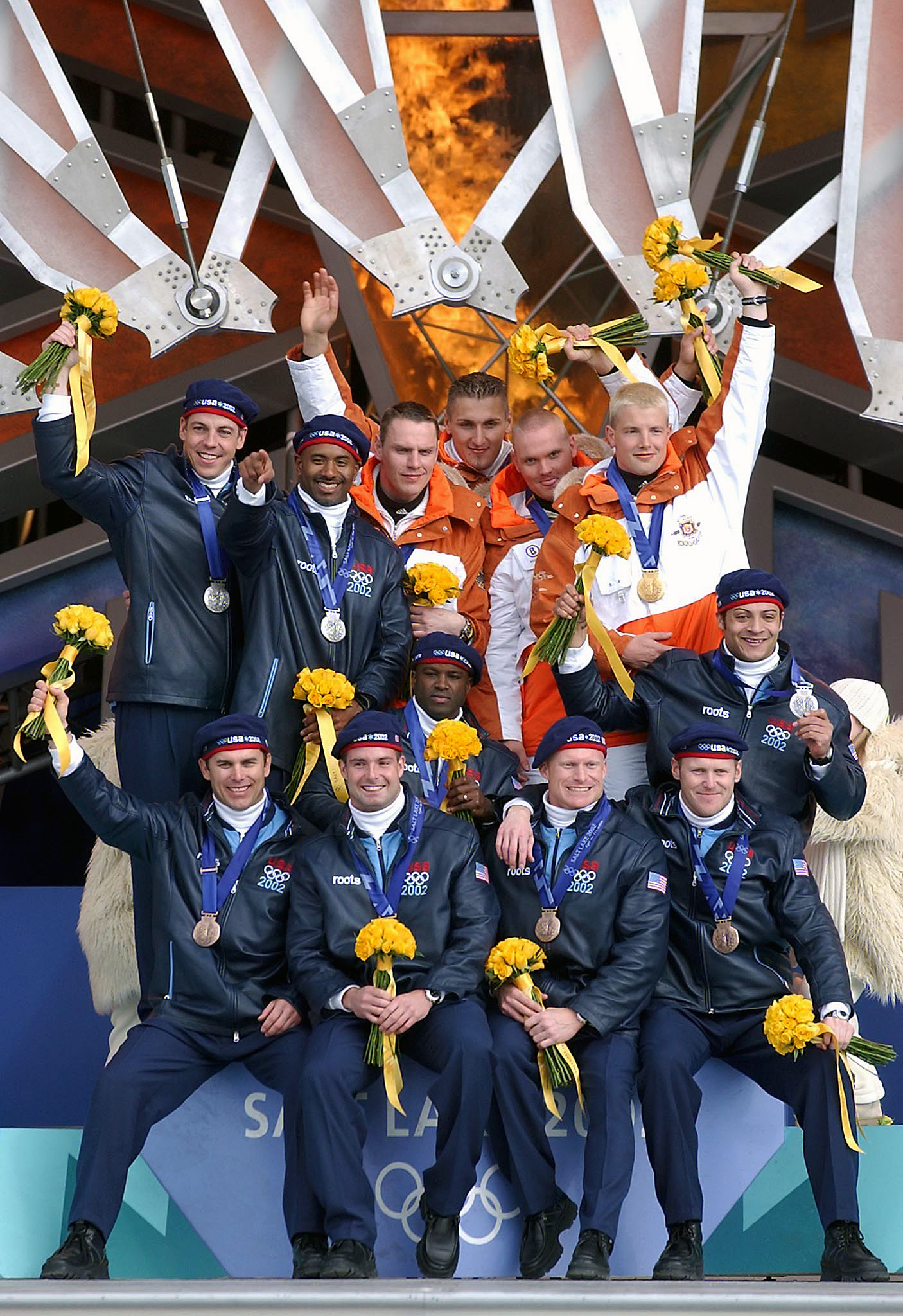
Pódio da prova de equipes masculinas do bobsleight.

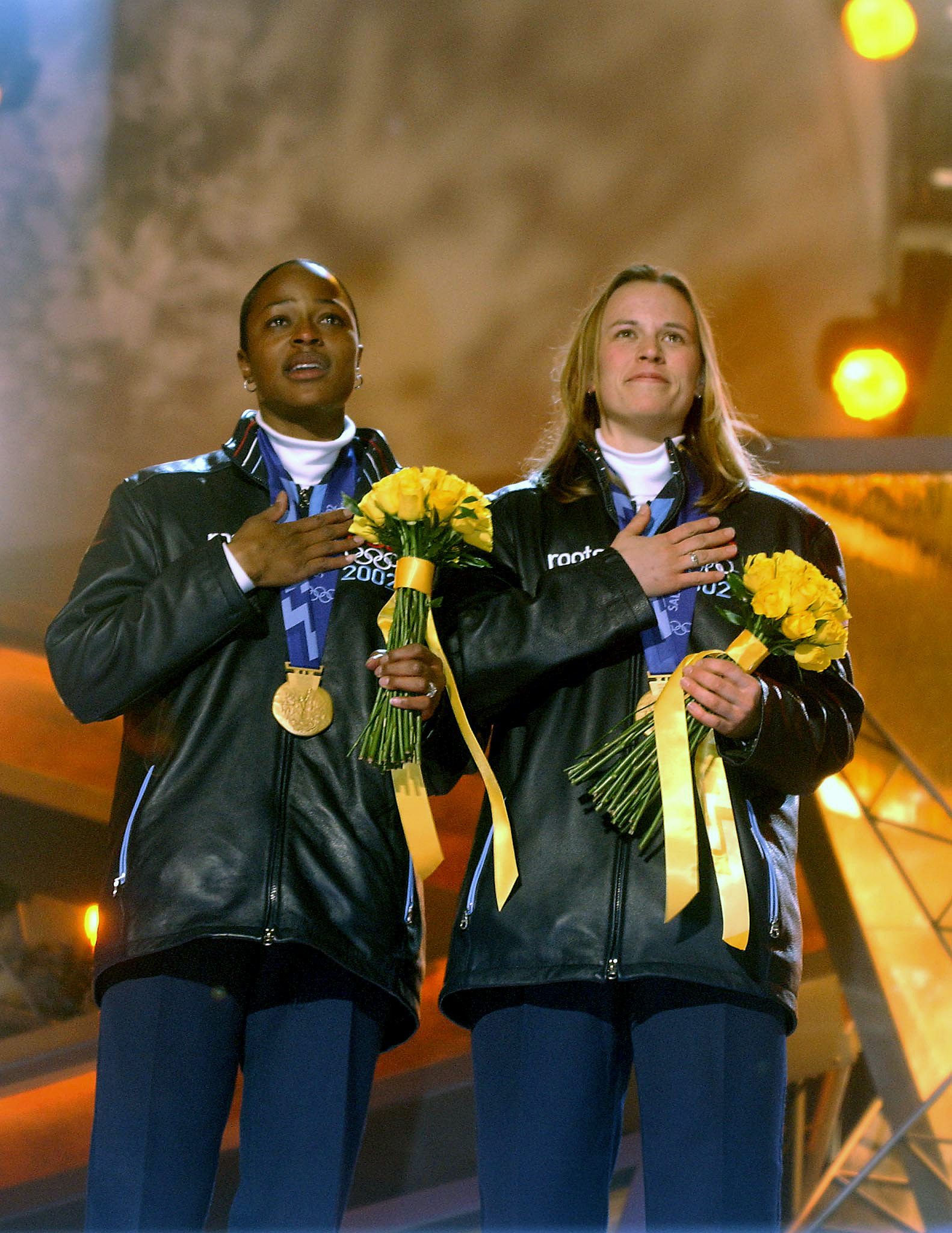
Vonetta Flowers e Jill Bakken, medalhistas de ouro no bobsleight.

Esta é a tabela completa do quadro de medalhas dos Jogos Olímpicos de Inverno de 2002, baseado no sistema utilizado pelo Comitê Olímpico Internacional. O ordenamento é feito pelo número de medalhas de ouro, estando as medalhas de prata e bronze como critérios de desempate em caso de países com o mesmo número de ouros. Se, após esse critério, os países continuarem empatados, posicionamento igual é dado e eles são listados alfabeticamente.
     País sede destacado.
| Ordem | País                | Medalha de ouro | Medalha de prata | Medalha de bronze |     |
| ----- | ------------------- | --------------- | ---------------- | ----------------- | --- |
| 1     | NOR Noruega         | 13              | 5                | 7                 | 25  |
| 2     | GER Alemanha        | 12              | 16               | 8                 | 36  |
| 3     | USA Estados Unidos  | 10              | 13               | 11                | 34  |
| 4     | CAN Canadá          | 7               | 3                | 7                 | 17  |
| 5     | RUS Rússia          | 5               | 4                | 4                 | 13  |
| 6     | FRA França          | 4               | 5                | 2                 | 11  |
| 7     | ITA Itália          | 4               | 4                | 5                 | 13  |
| 8     | FIN Finlândia       | 4               | 2                | 1                 | 7   |
| 9     | NED Países Baixos   | 3               | 5                |                   | 8   |
| 10    | AUT Áustria         | 3               | 4                | 10                | 17  |
| 11    | SUI Suíça           | 3               | 2                | 6                 | 11  |
| 12    | CRO Croácia         | 3               | 1                |                   | 4   |
| 13    | CHN China           | 2               | 2                | 4                 | 8   |
| 14    | KOR Coreia do Sul   | 2               | 2                |                   | 4   |
| 15    | AUS Austrália       | 2               |                  |                   | 2   |
| 16    | CZE República Checa | 1               | 2                |                   | 3   |
| 17    | EST Estônia         | 1               | 1                | 1                 | 3   |
| 18    | GBR Grã-Bretanha    | 1               |                  | 1                 | 2   |
| 19    | SWE Suécia          |                 | 2                | 5                 | 7   |
| 20    | BUL Bulgária        |                 | 1                | 2                 | 3   |
| 21    | JPN Japão           |                 | 1                | 1                 | 2   |
| 21    | POL Polônia         |                 | 1                | 1                 | 2   |
| 23    | BLR Bielorrússia    |                 |                  | 1                 | 1   |
| 23    | SLO Eslovênia       |                 |                  | 1                 | 1   |
| TOTAL | TOTAL               | 80              | 76               | 78                | 234 |